# Oligoneura mokanshanensis
Oligoneura mokanshanensis är en tvåvingeart som först beskrevs av Ouchi 1942.  Oligoneura mokanshanensis ingår i släktet Oligoneura och familjen kulflugor. Inga underarter finns listade i Catalogue of Life.